# Dom Jana z Dziekanowic w Krakowie
Dom Jana z Dziekanowic – zabytkowa kamienica znajdująca się w Krakowie, w dzielnicy I przy ulicy Kanoniczej 13, na Starym Mieście.
Kamienica została wzniesiona na początku XV wieku z fundacji kanonika Jana z Dziekanowic. W 1455 została doszczętnie strawiona przez pożar. Odbudowano ją pod koniec XV wieku. W I połowie XVI wieku dom przeszedł przebudowę, podczas której powstały gotycko-renesansowe obramowania okien elewacji oraz detale architektoniczne. 
W 1979, podczas badań archeologicznych, znaleziono w piwnicach tylnej oficyny kamienicy skarb żelaznych grzywien siekieropodobnych, pochodzących z II połowy IX wieku. Były one ukryte w jamie o wymiarach 108 x 210 cm i głębokości około 100 cm o ścianach częściowo obudowanych drewnem dębowym i jodłowym, zlokalizowanej w centralnej części wczesnośredniowiecznego wału Okołu. W skład skarbu wchodziło 4212 płacideł o łącznej wadze 3630 kg.
Znalezisko znajduje się w Dziale Krakowa Przedlokacyjnego Muzeum Archeologicznego. 
17 maja 1965 kamienica została wpisana do rejestru zabytków. Znajduje się także w gminnej ewidencji zabytków.